# Sierra de Malagón
La sierra de Malagón es una sierra situada geográficamente dentro de la sierra de Guadarrama, perteneciente esta a su vez al sistema Central de la península ibérica. Políticamente se divide entre la Comunidad de Madrid y la provincia de Ávila.

## Descripción

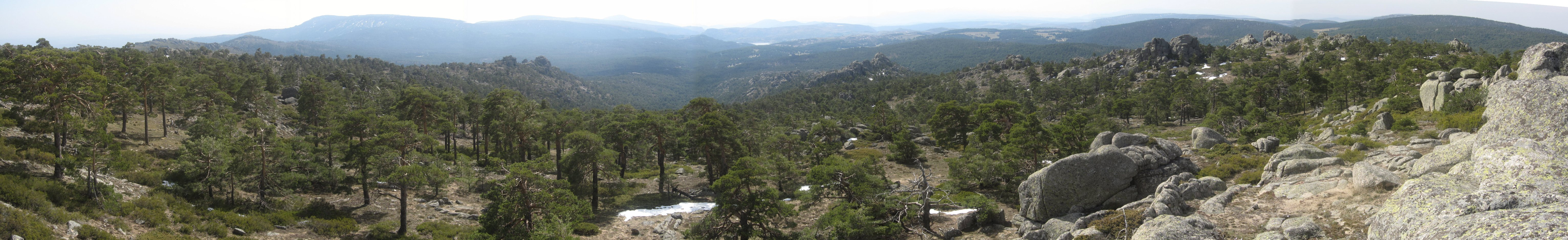
Valle de Enmedio.

Al sur y oeste del puerto de Guadarrama se levanta el bloque de Malagón, una morfoestructura de forma cuadrangular que constituye el elemento principal de transición o enlace con el gran conjunto montañoso de Gredos y las Parameras de Ávila.
El borde oriental de este complejo relieve presenta gran continuidad con la alineción de La Peñota y se define como un horst que se eleva sobre el piedemonte meridional del sistema Central siguiendo fallas de dirección NNE. Desde la citada Peñota hacia el sur, cumbres y laderas son graníticas, pero al sur de Cuelgamuros son los gneises del afloramiento metamórfico de El Escorial-Villa del Prado los que forman las sierras de San Juan (1735 m) y Abantos (1757 m). En ellos se ha reconocido la falla de Santa María de la Alameda, otro de los grandes cabalgamientos hercínicos. En los flancos de los pliegues hercinianos, marcado en estos gneises se han señalado algunas formas secundarias de relieves, pero estas alineaciones son fundamentalmente horsts disimétricos que se elevan sobre las rampas del piedemonte de El Escorial y enlazan con las superficies culminantes del dorso de Malagón. Al su del El Escorial el pequeño horst de las Machotas constituye un relieve granítico semidomático de topografía muy intrincada. Morfoestructuras similares aparecen al sur, jalonando también el bloque de Malagón: se trata de una serie de "morros" graníticos y la larga alineación de la Almenara (1259 m) que constituye el borde oriental de la fosa de Robledo de Chavela.
El borde septentrional del bloque de Malagón forma parte de la sierra del mismo nombre, que como la anterior es disimétrica; en este caso, el borde norte del bloque es un escarpe que se eleva sobre las fosas de El Espinar y el Voltoya. El máximo levantamiento se localiza en el sector oriental, donde esta sierra enlaza con el Guadarrama propiamente dicho en Cabeza Líjar (1824 m), culminando en Cueva Valiente (1904 m). La vertiente que cierra por el sur las depresión de El Espinar es la más elevada y escarpada, apareciendo cortada trnsversalmente por fallas NE. Al este la vertiente avanza hacia el norte en el contrafuerte de la Cabeza Renales (1757 m) que sirve de límite entre esta fosa y la del Voltoya de dirección E-O. Esta cabeza sirve, por tanto, de límite a las dos fosas y, al sur de ella, el relieve de Malagón va perdiendo altura. Las citadas fosas quedan cerradas al norte por un conjunto de cerros que las aíslan de las rampas del piedemonte: los del Caloco (1567 m) y Rinconada (1358 m) cierran la depresión de El Espinar; los de Peña Morena y Atalaya (1506 m), la del Voltoya. A poniente de esta fosa la pequeña sierra abulense de Ojos Albos (Cruz de Hierro 1660 m), constituida fundamentalmente por cuarcitas y pizarras ordovícicas, cierra la depresión a lo largo de otra fractura NE, la falla de la Paramera de Ávila-Cruz de Hierro.
El llamado "dorso" del bloque de Malagón constituye una especie de plano inclinado hacia el SSO, modelado en sus áreas culminantes por superficies de erosión y articulado internamente por un conjunto de fracturas de tendencia ortogonal. A lo largo de las más activas se han producido desniveles que no han roto la fisonomía general de las superficies de erosión, y que han sido resaltados por los ríos que se encajan en gargantas como las del Cofio y las del río de la Aceña.
Termina al oeste de la falla N-S de El Herradón y, al sur, con la depresión  de El Tiemblo-Cebreros- San Martín, cortada por el río Alberche (que la atraviesa para salir a la cuenca del Tajo, prolongándose hasta las Parameras de Ávila, con las que enlaza por la Cuerda de los Polvisos
La falda norte de la Sierra de Malagón es suave en unos puntos y quebrada en otros, pasando rápidamente a la gran llanura de Campo Azálvaro, ya en tierras segovianas. Su vertiente sur, por el contrario, tiene más extensión. Sus contrafuertes, alineados de norte a sur, van perdiendo altitud hasta alcanzar prácticamente la margen izquierda del río Alberche. En estas estribaciones se suceden ásperas cumbres, fuertes pendientes y escasas llanuras, con espacios suaves entre collados, cerros y cañadas que toman el nombre de hoyos o navas. Multitud de vallejos y pequeños arroyos surcan el término, aportando sus irregulares caudales al Cofio.